# Баге-Комеш
Баге-Комеш (перс. باغ کمش‎) — село на севере Ирана, в остане Тегеран. Входит в состав шахрестана Пардис. Является административным центром дехестана (сельского округа) Баге-Комеш бахша Меркези.

## География
Село находится в центральной части остана, на расстоянии приблизительно 4 километров (по прямой) к югу от города Пардис, административного центра шахрестана. Абсолютная высота — 1567 метров над уровнем моря.

## Население
По данным переписи 2006 года население села составляло 1358 человек (696 мужчин и 662 женщины). В Баге-Комеше насчитывалось 358 домохозяйств. Уровень грамотности населения составлял 51,9 %. Уровень грамотности среди мужчин составлял 54,2 %, среди женщин — 49,1 %.
В 2016 году в селе имелось 750 домохозяйств и проживало 2566 человек (1314 мужчин и 1252 женщины).